# تبتسو، هوکایدو
تبتسو، هوکایدو (به لاتین: Tōbetsu, Hokkaido) یک سکونتگاه مسکونی در ژاپن است که در Ishikari Subprefecture واقع شده‌است.

## خصوصیات
تبتسو ۱۹٬۳۳۰ نفر جمعیت دارد.